# 紅子 (人物)
紅子（べにこ）は、日本の写真家。元・吉原の高級ソープランド嬢で、AV出演経験（代々木忠監督）もある。現在は色街写真家を自称。風俗街、赤線、遊郭跡地を撮影し、写真集にして発表するほか、YouTuberとしても活動。過去の風俗体験を赤裸々に語る「紅子の色街探訪記」をYouTubeで配信する。紅子の「紅」はつげ義春の『紅い花』の意味もある。性に関する書物や昭和のエロに心惹かれ、下品でいかがわしいとされるものにロマンや文化を感じると公言する。シングルマザー。

## 人物

### 双子姉妹の姉として
1972年11月16日、双子の姉妹の姉として生まれる。紅子によれば、考え方や性格は正反対にあった海外版の性的な雑誌に女体を見つけ、非常な興奮を覚える。性格は暗く、いじめられて、給食ものどが通らず、友人もおらずに小学生低学年頃から悶々と過ごす。6歳頃から男性に襲われたい願望が強く、性的な妄想を抱く。『銀河鉄道999』のメーテルのような美しい女性が山賊に襲われ、身ぐるみ剥がされ下着やブラジャーを外され、犯される、など夢想し、1日に5 - 6時間は継続した。初体験は生ネギであった。しかし、実際に男性に体を触られたり、男性の体の仕組みを知ったのは風俗店勤務が最初だったが、その際には罪悪感を感じた。しかし、同時にこれが子供の頃から思い描いていた仕事なんだな、と実感するとともに、現実と夢との乖離も感じた。

### 姉は風俗業界、妹は統一教会へ
18歳で、ピンクサロンに就職。動機は「いやらしいことがしてみたかった。裸になって、何かをしてみたかった」。しかし性経験が少なく、客から罵倒を浴びせられたり、殴られるなどし、裸になっても受け入れられないことを知る。ちょうどその頃、妹は統一教会へ入信。きっかけは、大学の帰り道に声をかけられたことであった。妹は、紅子とは異なり学業成績は優秀で、友人が多く皆から慕われるような人物であったが、それゆえに心の底では紅子同様生きづらさや寂しさを抱えており、統一教会の教えが自分を救ってくれると信じていた。当時、統一教会は合同結婚式がマスコミの注目を集めていたが、妹はぎりぎり10代であったため、合同結婚式への参加は免れた。しかし、教会へのめりこみ寮にまで入った。妹を助けたのは、キリスト教の牧師であった。時間をかけ、聖書の正しい解釈を伝えることで2週間がかりで洗脳を解いた。最後に妹がつぶやいたのは、自分は母から愛されていなかった、という言葉であった。その後、妹はプロテスタントの教会で奉仕を始めクリスチャンとなり、紅子は風俗業界で本格的に活動を始め、20代には性的なサービスを行う日々となるなど、双子でありながらまったく異なる道を歩むこととなる。
「変態」が誉め言葉だと思っている。AV出演は2002年頃。タイトルは覚えておらず不明だが、代々木忠監督作品。

### ソープランド嬢として

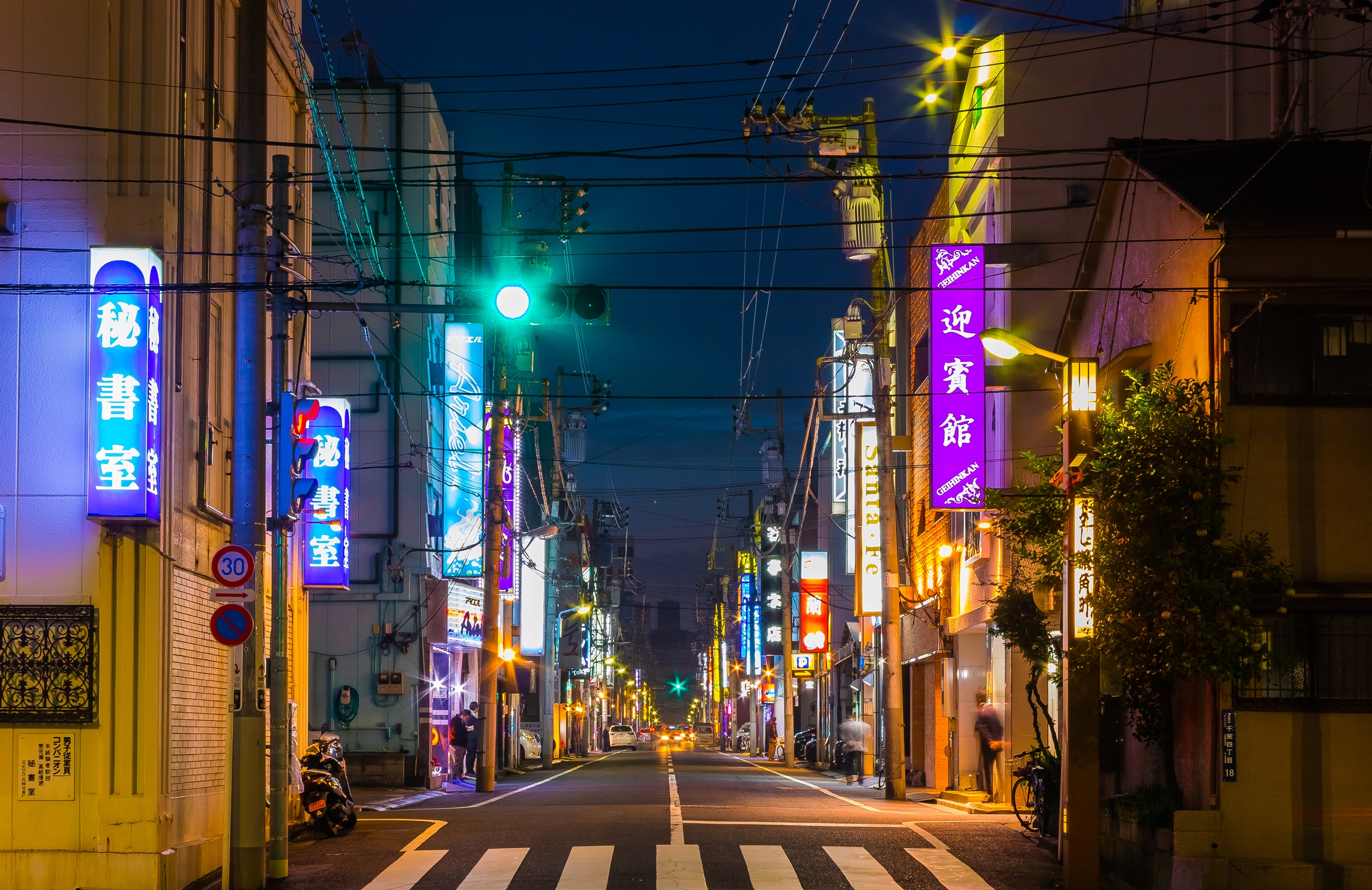
吉原ソープランド街（東京都台東区千束）。吉原、川崎堀之内、歌舞伎町など関東各地の風俗街を13年以上転々とする。

18歳で性風俗店に就職。吉原、川崎堀之内、歌舞伎町など関東各地の風俗街を13年以上転々とする。最初は性交渉を伴わない渋谷の格安のピンクサロンで勤務。当時はインターネットでの情報が出回る前であったため、風俗求人誌『てぃんくる』で情報を得たが、売られている場所が少なく、エロ雑誌を買うような気持で夜中にコンビニをはしごして入手した。その後、ピンクサロンやファッションヘルスを転々。勉強もできなかったが、仕事にも自信が持てなかった。ピンクサロン勤務時に客から、吉原のソープランドを教えられるが、客は「吉原へ行くと人生終わりだよ」と告げる。しかし、紅子はその頃、人生を終了させたいと考えていたため、翌週には面接を受け就職。この当時は、他のことをしながらアルバイト的に週に2 - 3日出勤し、美術の学校や写真学校に通学する時は週に1日もあった上、総額1万から1.5万円の格安素人専門店だった。吉原で最初の店は「オレンジグループ」というチェーン店の一つであった。
20代後半に至り、ここでこの仕事で極めないと後悔するだろうと考えていた頃、高級店で働いていた友人に教えられ、日本三大高級ソープランド（他の2つは、雄琴の「フォーナイン」、熊本の「ブルーシャトー」）と呼ばれるうちの一つ『ピカソ』へ移籍。面接は社長と1対1で行われたが、沈黙が続き、社長は紅子が勤務できるかどうかに対して、非常に懐疑的であった。事実、就職後には紅子の心配そうな様子を見かね、客付の前に帰宅するよう促したことがある。ピカソには、後半の3年間を務め、入浴料30,000円でサービス料は50,000円（ソープ嬢の取り分）で総額80,000円（110分）で、時には一人の客が貸し切りで総額30万円（6本分）の収入を得ることもあった。しかし、「気品のある女性になりなさい」という店の方針のために、衣装代やエステティックサロンに月100万円ほど使っていた。その後、働いた大人のおもちゃ屋の時給は900円 - 950円であった。ソープランド歴は20代前半から32歳頃までの約10年間であった。
紅子によれば、当時の吉原のソープランドには、渋谷のピンサロなどよりも、ずっと古風で普通の女性が多かったという。その後、映像クリエーターの男性と結婚。子供が1歳の時に、男性に恋人ができ離婚。ろくな養育費がもらえず、パートで生計を立てながら子育てをする。

### 引退後
現役引退後は、全国の遊郭跡地、風俗街、赤線を撮影し、写真集にして発表し、日本の性文化を記録するほか、YouTuberとしても活動。フェミニズム雑誌『シモーヌ』に写真作品のモデルとして登場したり、成人男性雑誌『デラべっぴんR』で連載も行っている。
性交渉を持った男性は約7000人。YouTubeデビュー当時は、シングルマザーで中学生3年生の一人息子がいたが、自身の過去やYouTuberとしての活動は一切話していない。動画でこのことを話したところ、多くの𠮟責のコメントが寄せられた。内容は「あなたのような人に育てられる子供がかわいそう」「動画をすべて削除しなさい」であったが、YouTube配信をきっかけとして仕事が入るようになった。しかし、生活は厳しく、以前働いていた会社でアルバイトをしながら都内のアパートで息子と二人暮らしをしている。離婚後は、クリスチャンの妹の影響で10年間以上教会へ通うが、後に「聖よりも性」が自分にはふさわしいことを再確認し、教会を離れる。
過去の自分については、ずっと後悔していた。写真を撮り始めたきっかけは、過去を後悔したくない、取り戻したいという動機からであった。風俗という道のりがどういうものであったのかを歴史を遡って考えていきたいというのが写真を始めたきっかけであった。
2021年12月、吉原復帰を目指し、寒い雨の日に長靴姿で吉原の熟女専門ソープランドの面接を受ける。結果は合格であったが、友人に相談したところ「紅子」というキャラクターは、元風俗嬢だから価値がありYouTubeの登録者も増えているけれど、現役でその年齢で風俗嬢となったらみじめなだけだし、そうなったら距離を置かせてもらうと言われた。やはり風俗嬢は惨めな存在なのだということを突き付けられ、大変ショックだったと語った。復帰を考えた理由としては、安定した人生よりも「人生の裏街道を歩きたい」という思いや、YouTubeや写真表現に重点を置きたい、そのための時間やお金が必要であったことが一番の理由だった。YouTubeに出演していることが分かれば、10年近く世話になった会社に大きな迷惑がかかると考え退職をしようと思ったことも理由だったが、かつて20代の頃に作品制作のための活動費捻出のために、高級ソープランドで働いた際に仕事に集中するあまりに、制作などの活動を一切やめてしまった経験を踏まえ、悩んだ末にあきらめた。
2022年11月に、スケベ椅子を模したキーホルダー「すけ紅椅子」を考案・発売。価格を690円（シックスナイン）とした。実物のスケベ椅子はその直前に購入したが、中学3年の息子にばれないようパソコンの下に裏返しにして置くなど置き場所に苦労しているという。

### 色街写真家として
写真集『紅子の色街探訪記』（カストリ書房）は、売上首位を達成（2022年9月現在）
現代の吉原遊女「本田キク」をモデルに撮影。
うなじ＆漫画家東陽片岡のおﾂﾞｴｯﾄCD『哀愁の重ね着女』のポスター撮影を担当。

### YouTuberとして
2021年9月より、自身のチャンネル「紅子の色街探訪記」を発信。紅子のインスタグラムを見た映画監督出馬康成の勧めで始める。元吉原ソープ嬢の紅子が、過去の体験記と共に色街の歴史について紹介する。エロスと文化に哀愁やユーモアを交え、自らの過去を語っていくスタイルで、飽くことなくエロスを追求する姿勢に共感するファンを獲得。コンテンツの企画・演出・撮影・編集は、すべて一人でこなすが、1本の編集に3-4日かけている。YouTubeを始め、前向きになれたと発言しているほか、過激な発言をした後には全く別の文化的な事柄を編集に入れるなどの工夫をしているが、この二部構成（後半には自身が撮った写真集や遊郭の歴史に言及した内容が多い）は実は、意識的に編集しており、もっと写真も見てほしい、実はエロそのものには行為も含め興味はなく、エロと文化の融合こそが面白い。始めて数ヶ月で何本か撮って分かってきたのは、過去の後悔していた自分を取り戻したい、なかったことにしたくないということだったと語っている。山本遊子は、「紅子の色街探訪記」を、YouTubeを通して発信され浄化されていく彼女の人生を視聴者が追体験できる、と評価している。
「ソープ」「風俗」を始め、性的なキーワードが多く、3万人近い登録者がいるにもかかわらず、広告が付与されないために平均月1万円強位の収益しかないことを告白している（2021年12月-2022年4月）。この間、広告が付いたのは40本中わずか2本であった。

## 略歴
- 4-5歳の頃より、性に目覚め、女性の裸に異常な関心と憧れを持ち、性的妄想に耽る[7]。
- 1991年 -  美術学校在籍中に風俗嬢となり吉原、川崎堀之内、歌舞伎町の風俗街を13年以上転々とする[9]。
- 1997年 -  NIPAFに参加。セックスワーカーである事を公表し、アジア、アメリカ、ヨーロッパなど各地のアートフェスティバルをまわる[9]。
- 2004年 - ソープランド業界から引退し、AV作品への出演や、女性向けアダルトグッズショップに勤務[9]。
- 2007年 - 風俗業界から身を引く。結婚し息子を出産するが、1歳の時に夫に好きな女ができ離婚[12]。その後は妹の影響でクリスチャンとなり洗礼を受け教会へ10年以上通い続けた[9]。
- 2012年 - 会社勤めを始める。
- 2020年 - 自伝的エロ朗読と自作の映像作品をもとに公演を行うほか、風俗街、色街、赤線、遊郭跡地などを訪れ、日本の性文化を追い求め写真に記録する[9]。
- 2021年 - 9月にYouTubeで「紅子の色街探訪記」を創作。配信を開始。
- 2022年
  - 9月、勤めていた会社を退職。同月より東陽片岡が四谷荒木町で経営する「おスナック秋田ぶるうす」で、月に1回のみ「紅子ママ」を開始[2][15]。
  - 11月16日-11月29日、阿佐ヶ谷レッドキューブギャラリーにて、写真展「紅子の色街探訪記」開催[2]。
- 2023年 - 7月28日「街録ch〜あなたの人生、教えて下さい〜」（YouTube）に登場。自身のことや統一教会に洗脳された妹について赤裸々に語る[1]。

## 写真集
- 写真集『紅子の色街探訪記』（カストリ書房）[13]
- シモーヌ(Les Simones)VOL.5 （シモーヌ編集部、2021年11月22日発行）[16]